# Philaethria constantinoi
Espèce
Philaethria constantinoi est une espèce de papillons de la famille des Nymphalidae, de la sous-famille des Heliconiinae et du genre Philaethria.

## Systématique
L'espèce Philaethria constantinoi a été décrite par Julián Adolfo Salazar (d) en 1991.

## Description
Philaethria constantinoi est le plus grand des Philaethria. Le dessus est noir à grandes taches blanches ou vertes veinées, aux ailes antérieures une en bande étroite depuis la base et plusieurs grands rectangles en bande submarginale et aux ailes postérieures une grande plage centrale et une bande submarginale de taches. Le revers est orange finement bordé de noir avec les mêmes ornementations de couleur blanche ou verte.

## Biologie

### Plantes hôtes
La plante hôte de sa chenille est une Passiflora.

## Écologie et distribution
Philaethria constantinoi n'est présent qu'en Colombie.

### Biotope
Il réside en sympatrie avec Philaethria dido, dans la forêt tropicale de l'Ouest de la Colombie.